# Кайнар (Енбекшиказахский район)
Кайнар (каз. Қайнар) — село в Енбекшиказахском районе Алматинской области Казахстана. Входит в состав Кырбалтабайского сельского округа. Код КАТО — 194063400.

## Население
В 1999 году население села составляло 235 человек (115 мужчин и 120 женщин). По данным переписи 2009 года, в селе проживало 267 человек (139 мужчин и 128 женщин).